# Лебин

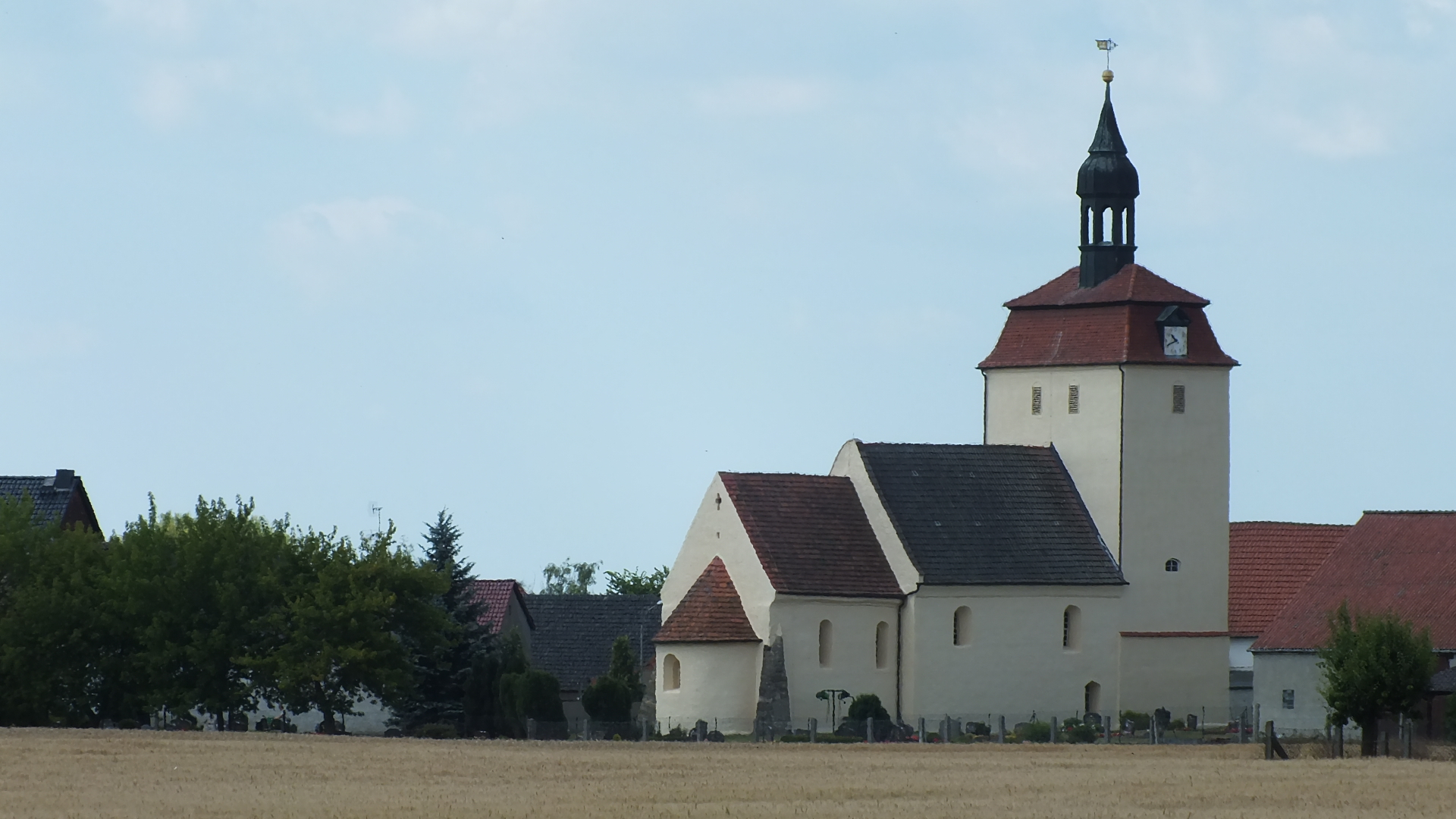
Церковь

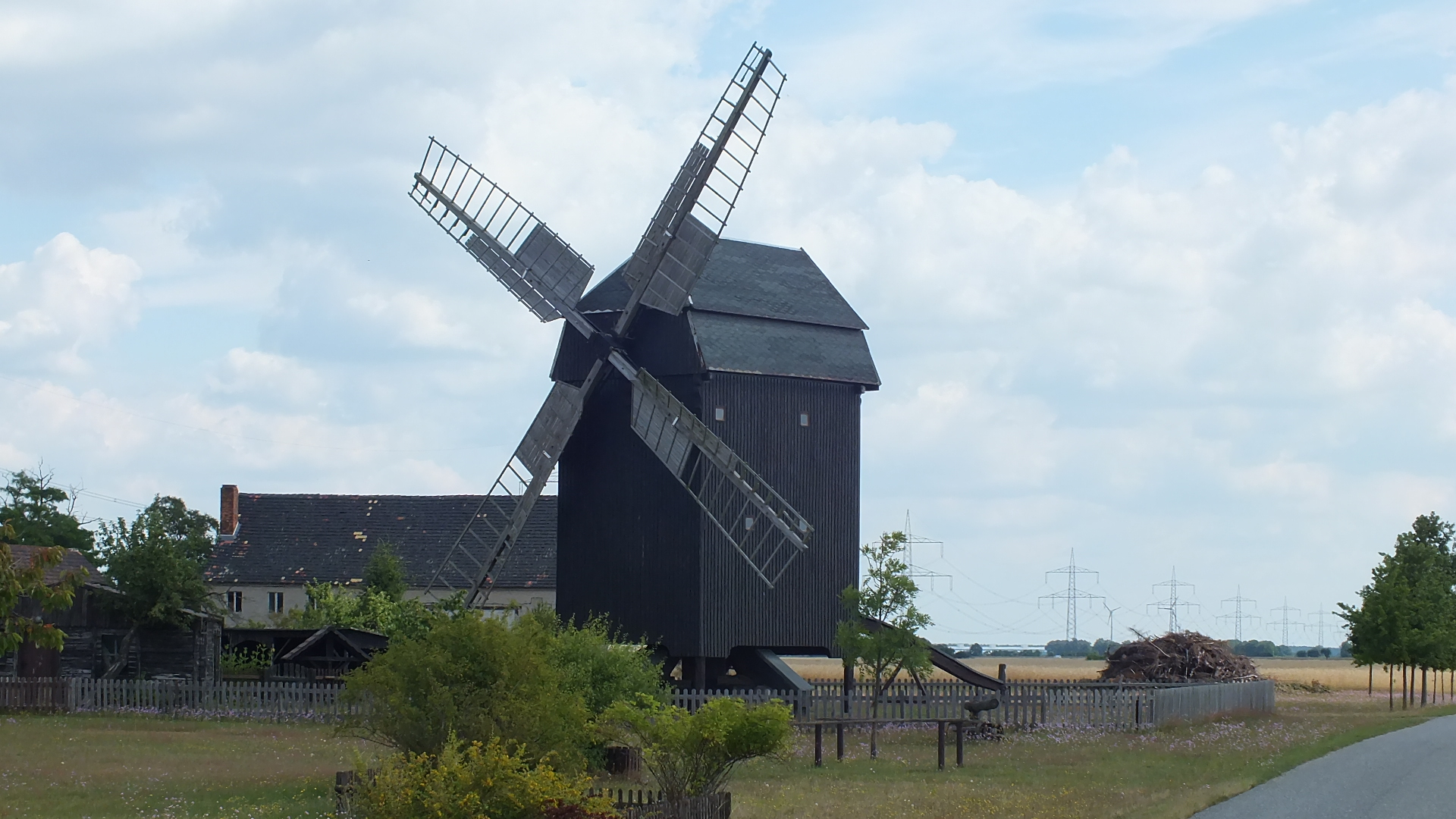
Мельница

Лебин (нем. Lebien) — деревня в Германии, в земле Саксония-Анхальт. 
Входит в состав города Аннабург района Виттенберг. Население составляет 348 человек (на 31 декабря 2006 года). Занимает площадь 12,74 км².
Ранее Лебин имел статус общины (коммуны). 1 января 2011 года вошёл в состав города Аннабург.